# Sympotthastia zavreli
Sympotthastia zavreli är en tvåvingeart som beskrevs av Félix Pagast 1947. Sympotthastia zavreli ingår i släktet Sympotthastia och familjen fjädermyggor. Inga underarter finns listade i Catalogue of Life.